# Caspar Isenkrahe

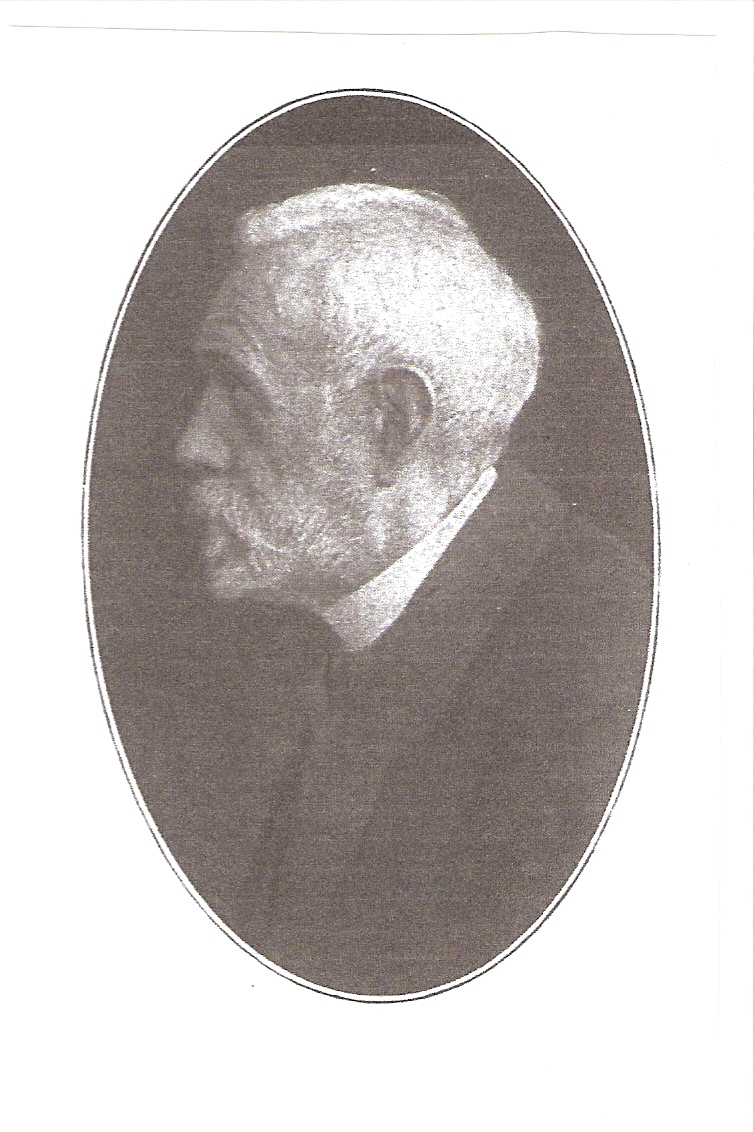
Porträt Caspar Isenkrahes in seinem 1922 posthum veröffentlichten Werk Experimental-Theologie.

Mathias Caspar Hubert Isenkrahe (* 12. Mai 1844 in Müntz bei Jülich; † 12. August 1921 in Trier) war ein deutscher Mathematiker, Physiker und katholischer Naturphilosoph.

## Leben
Caspar Isenkrahe wuchs ohne leiblichen Vater auf: dieser war schon vor seiner Geburt verstorben. Isenkrahe hatte 1856 das Progymnasium in Jülich besucht, 1857 das Marzellengymnasium in Köln und 1858–1863 das Königliche Gymnasium in Bonn. 1863–1868 studierte er an der Universität Bonn, wo er die Fächer Mathematik, Physik, Chemie, Mineralogie, Botanik, Zoologie, Philosophie, Latein und Deutsch belegte. Am 31. Juli 1866 wurde er mit einer preisgekrönten Arbeit über die Anatomie der Helicina titanica – einer Schneckenart – zum Dr. phil. promoviert. Am 26. Februar 1869 erwarb er für die gewählten Studienfächer die Lehrbefugnis als Oberlehrer (pro facultate docendi).
Nach einem Probejahr 1869/1870 am Gymnasium von Bonn wirkte er von 1870 bis 1882 zuerst am Gymnasium von Krefeld (dem heutigen Arndt-Gymnasium) als Oberlehrer, ab 1883 am Realprogymnasium in Bonn. In der Hoffnung, an der Bonner Universität in die Hochschul-Laufbahn überwechseln zu können, hatte er dort 1883 an der mathematischen Fakultät bei Rudolf Lipschitz eine Habilitationsschrift eingereicht, die den Titel trug: „Ueber die Inversion der vollständigen elliptischen Integrale erster und zweiter Gattung für ihre reellen Muduln nebst einer eingeschalteten allgemeineren Untersuchung über die Bestimmung der Convergenzgrenze invertierter Potenzreihen“. Die Fakultät befürwortete seinen Plan, doch scheiterte dieser aus fachfremden Gründen an Berliner Regierungsstellen. Auch ein späterer Versuch, an der Technischen Universität Braunschweig einen Lehrauftrag zu erhalten, schlug fehl. Der Verdruss über diese Misserfolge hielt bis zu seinem Lebensende an. Von 1893 bis 1911 war er am Gymnasium von Trier als Gymnasialprofessor tätig. Am 1. April 1911 trat er dort in den Ruhestand. Sein Wohnsitz blieb Trier.
Bis zu seinem Tod 1921 blieb Isenkrahe auf den Gebieten Mathematik, Physik und Naturphilosophie wissenschaftlich aktiv. Er korrespondierte mit namhaften Mathematikern und Physikern, wie z. B. Hermann von Helmholtz, Heinrich Hertz, Felix Klein und Philipp Lenard.
Wegen seiner außergewöhnlichen wissenschaftlichen Schaffenskraft und Vielseitigkeit ehrte ihn die Philosophische Fakultät der Universität Bonn anlässlich seines goldenen Doktorjubiläums am 31. Juli 1916 demonstrativ mit der Erneuerung seiner Doktorwürde.
Caspar Isenkrahe starb am 12. August 1921 nach schweren körperlichen Leiden. Sein Nachlass wird in Trier verwahrt, und zwar teils im Stadtarchiv und teils im Bistumsarchiv. Der Teilnachlass I im Stadtarchiv Trier (Umfang: 0,5 laufende Meter, Laufzeit: 1893–1941) enthält Schriftwechsel, Gedichte, Tonschöpfungen, Manuskripte sowie verschiedene Sammlungen zum kulturellen Leben in Trier um die Zeit der Wende vom 19. zum 20. Jahrhundert. Im Teilnachlass II im Bistumsarchiv Trier (Umfang: 2,50 laufende Meter) befinden sich persönliche Unterlagen, Werke, eine Biographie sowie weiterer Schriftwechsel.

## Werk
Isenkrahe hatte stets eine besondere Neigung zur Mathematik gehabt und konnte eine Reihe von Veröffentlichungen auf dem Gebiet der reinen Mathematik vorweisen. Insbesondere hat er sich mit der Theorie der Primzahlen befasst. Auf dem Gebiet der Naturphilosophie faszinierte ihn vor allem die Unendlichkeitsfrage.
Als Physiker setzte sich Isenkrahe kritisch mit den Gravitationstheorien seiner Zeit auseinander. Aufbauend auf Le Sages Theorie der Gravitation unterbreitete er einen eigenen Vorschlag zur Erklärung des Phänomens der Schwerkraft, der von bekannten Physikern wie Paul Drude, Walter Ritz und Arnold Sommerfeld beachtet wurde.
Als Pädagoge und gläubiger Katholik fühlte sich Isenkrahe verpflichtet, auf naturphilosophischer Basis den Gottesbeweis anzutreten. Auch erachtete er es als notwendig, den paranormalen Phänomenen wissenschaftlich auf den Grund zu gehen, die von der katholischen Kirche als ‚Wunder‘ ausgegeben wurden. Er beschäftigte sich später in zunehmendem Maße mit Experimental-Theologie.
Im reifen Alter eines Philosophen versuchte Isenkrahe, auf die im ersten Quartal des 20. Jahrhunderts entbrannte Debatte um die Relativitätstheorie, die zum Teil mit wissenschaftlich unzulässigen Mitteln geführt worden war, mit seiner Abhandlung Elementaranalyse der Relativitätstheorie (1921) schlichtend einzugreifen. Ihm schien, dass „zur Erziehung von Klarheit und zur Anbahnung wissenschaftlichen Friedens nichts geeigneter“ sei „als die exakte Zerlegung des Streitobjekts in seine Letztbestandteile, die Vorführung der ‚Elemente‘, der ‚Grundbegriffe‘ und ‚Grundsätze‘, aus denen der Bau der Theorie zusammengefügt wurde“. Die Schrift sollte dazu dienen, zur Relativitätstheorie „die Einleitung zu liefern, eine Reihe unumgänglicher Vorfragen zu behandeln und sie ohne jede Voreingenommenheit, ohne Rücksichtnahme auf irgendwelche Personen und Tendenzen rein sachlich zu erörtern“.
Später setzte seine Tochter Cäcilie Isenkrahe seine Forschungen auf dem Gebiet der Experimental-Theologie fort. 1927 beschäftigte sie sich mit dem Fall Therese Neumann in Konnersreuth. Ein 1929 unter dem Namen C. Isenkrahe veröffentlichtes Gedicht geht vermutlich auf Caspar Isenkrahe zurück.

## Werkverzeichnis

### Monografien
- Das Rätsel von der Schwerkraft. Kritik der bisherigen Lösungen des Gravitationsproblems und Versuch einer neuen auf rein mechanischer Grundlage. Vieweg Verlag, Braunschweig 1879.
- Idealismus und Realismus. Eine erkenntnistheoretische Studie zur Begründung des letzteren. Leipzig 1883.
- Ueber die Fernkraft und das durch Paul du Bois-Reymond aufgestellte dritte Ignorabimus. Leipzig 1989. (Digitalisat)
- Neapolitanische Blutwunder. Regensburg/Mainz 1912.
- Über die Grundlegung eines bündigen kosmologischen Gottesbeweises. Kösel Verlag, Kempten/München 1915.
- Das Endliche und das Unendliche. Schärfung beider Begriffe, Erörterung vieler Streitfragen und Beweisführungen, in denen sie Verwendung finden. Verlag Heinrich Schöningh, Münster 1915.
- Energie, Entropie, Weltanfang und Weltende. Trier 1916.
- Zum Problem der Evidenz. Was bedeutet, was leistet sie? Kösel Verlag, Kempten/München 1917.
- Untersuchungen über das Endliche und das Unendliche mit Ausblicken auf die philosophische Apologetik. A. Marcus & E. Weber’s Verlag, Bonn 1920.
  - 1. Heft: Drei Einzelabhandlungen über Fragen aus dem Grenzgebiet zwischen Mathematik, Natur- und Glaubenslehre.
  - 2. Heft: Die Lehre des hl. Thomas vom Unendlichen, ihre Auslegung durch Prof. Langenberg und ihr Verhältnis zur neuzeitlichen Mathematik.
  - 3. Heft: Briefwechsel zwischen Prof. Dr. Sawicki-Pelplin und Prof. Dr. Isenkrahe-Pelplin über eine Unendlichkeitsfrage.
- Zur Elementaranalyse der Relativitätstheorie. Einleitung und Vorstufen. Vieweg Verlag, Braunschweig 1921.
- Waffen der Apolegetik und ihre Handhabung. A. Marcus & E. Weber’s Verlag, Bonn 1922.
- Experimental-Theologie. Behandelt vom Standpunkte eines Naturforschers. 2. umgearbeitete und erweiterte Auflage, A. Marcus & E. Weber’s Verlag, Bonn 1922.

### Beiträge
- Anatomie von Helicina titanica. In: Archiv für Naturgeschichte. XXXIII, 1. Heft, S. 50–72 (1867).
- Schul-Experimente am Harmonium zum Beweis der wichtigsten Lehrsätze der Akustik. In: Zeitschrift für mathematischen und naturwissenschaftlichen Unterricht. IX, S. 178–184 (1878).
- Isaac Newton und die Gegner seiner Gravitationstheorie unter den modernen Naturphilosophen. Wissenschaftliche Beilage zum Jahresbericht des Gymnasiums in Krefeld, Krefeld, Ostern 1878.
- Kritische Beiträge zum Gravitationsproblem. Gaea, XVI, S. 472–480, S. 544–550, S. 600–607, S. 647–656, S. 745–751 (1880).
- Pendelexperimente zur Erklärung der Consonanz-, Interferenz- und Absorptions-Erscheinungen in der Akustik und Optik. In: Repertorium für Experimentalphysik. XVI, S. 99–108 (1980); zwei Nachträge dazu im selben Band: S. 516–520 und 521–524.
- Euler's Theorie von der Ursache der Gravitation. In: Zeitschrift für Mathematik und Physik. 26, Heft 1, S. 1–19 (1881)
- Ueber Schmitz Dumonts Schrift ‚Die Einheit der Naturkräfte und die Deutung ihrer gemeinsamen Formel.‘ In: Zeitschrift für Mathematik und Physik. 28, Nr. 2, S. 44–45 (1883)
- Ueber die Inversion der vollständigen elliptischen Integrale erster Gattung für ihre reellen Moduln. In: Zeitschrift für Mathematik und Physik. XXXI, S. 34–43 (1886).
- Ueber die Inversion der von Legendre definirten vollständigen elliptischen Integrale zweiter Gattung für ihre reellen Moduln. In: Zeitschrift für Mathematik und Physik. XXXI, S. 178–191 (1886).
- Inversion des von Weierstraß definirten vollständigen elliptischen Integrals zweiter Gattung. In: Zeitschrift für Mathematik und Physik. XXXI, S. 241–246 (1886).
- Zur Theorie der elliptischen Modulfunctionen. Wissenschaftliche Beilage zum Jahresbericht des Realprogymnasiums in Bonn, Bonn 1886. (Digitalisat)
- Ueber die Anwendung iterirter Functionen zur Darstellung der Wurzeln algebraischer und transcendenter Gleichungen. Mathematische Annalen. XXXI, 3. Heft, S. 309–317 (1888).
- Über die Zurückführung der Schwere auf Absorption und die daraus abgeleiteten Gesetze. In: Abhandlungen zur Geschichte der Mathematik. VI. Heft, S. 161–204, Leipzig 1892.
- Das Verfahren der Funktionswiederholung, seine geometrische Veranschaulichung und algebraische Anwendung. Wissenschaftliche Beilage zum Jahresbericht des Kgl. Kaiser-Wilhelms-Gymnasiums in Trier, Trier 1897. Digitalisat
- Über eine Lösung der Aufgabe, jede Primzahl als Function der vorhergehenden Primzahlen durch einen geschlossenen Ausdruck darzustellen. Mathematische Annalen. 53, 1.–2. Heft, S. 42–44, 6. April 1900.
- Neue Lehrsätze über die Wurzeln algebraischer Gleichungen. In: Archiv der Mathematik und Physik. III. Reihe, 3. Band, S. 257–260 (1902).
- Ueber die 32 Lösungsergebnisse des erweiterten Malfattischen Problems. In: Wissenschaftliche Beilage zum Jahresbericht des Kgl. Kaiser-Wilhelms-Gymnasiums in Trier. Trier, Ostern 1906. Digitalisat
- Ueber die Terminologie des Endlichen und Unendlichen. In: Natur und Offenbarung. 54, S. 129–156; III. Heft, 14. März, S. 201–228; IV. Heft, 14. April (1908).
- Ueber mechanische und optische Vorrichtungen, die zum Beweis für die Endlichkeit der Welt verwendet werden. In: Natur und Offenbarung. 55, IV. Heft, 15. April, S. 193–211 (1909).
- Über Begriffe und Grundsätze, die beim kosmologischen Beweise als bekannt und selbstverständlich vorausgesetzt werden. In: Wissenschaftliche Beilage zum Jahresbericht 1908-09 des Königlichen Kaiser Wilhelms-Gymnasiums in Trier. Trier 1909 (95 S.). Digitalisat Diese Abhandlung Isenkrahes wurde kommentiert von C. Dessoulavy, Mind: A Quarterly Review of Philosophy. XXII, S. 592–595 (1910).
- Energie, Entropie, Weltanfang, Weltende. Trier: Lintz, 1910 (80 S.) Digitalisat
- Ueber nicht restfrei abzählbare Mengen. In: Monatsblätter für den katholischen Religionsunterricht an höheren Lehranstalten. XII, Januar, S. 8–19 (1911).
- Ueber die Absorption der Schwerkraft. In: Die Naturwissenschaften. 1. Jahrgang 1913, Heft 50, 12. Dezember, S. 1237–1238.
- Über den Zusammenhang der sogenannten Ätherstoßtheorie mit einigen Sonderfragen der kosmischen Physik. In: Die Naturwissenschaften. 3, Nr. 38, September 1915.
- Über die Begriffe: Grenze, Anfang und Ende. In: Philosophisches Jahrbuch der Görresgesellschaft. 29, 3. Heft, S. 213–327 (1916).